# 밀라스

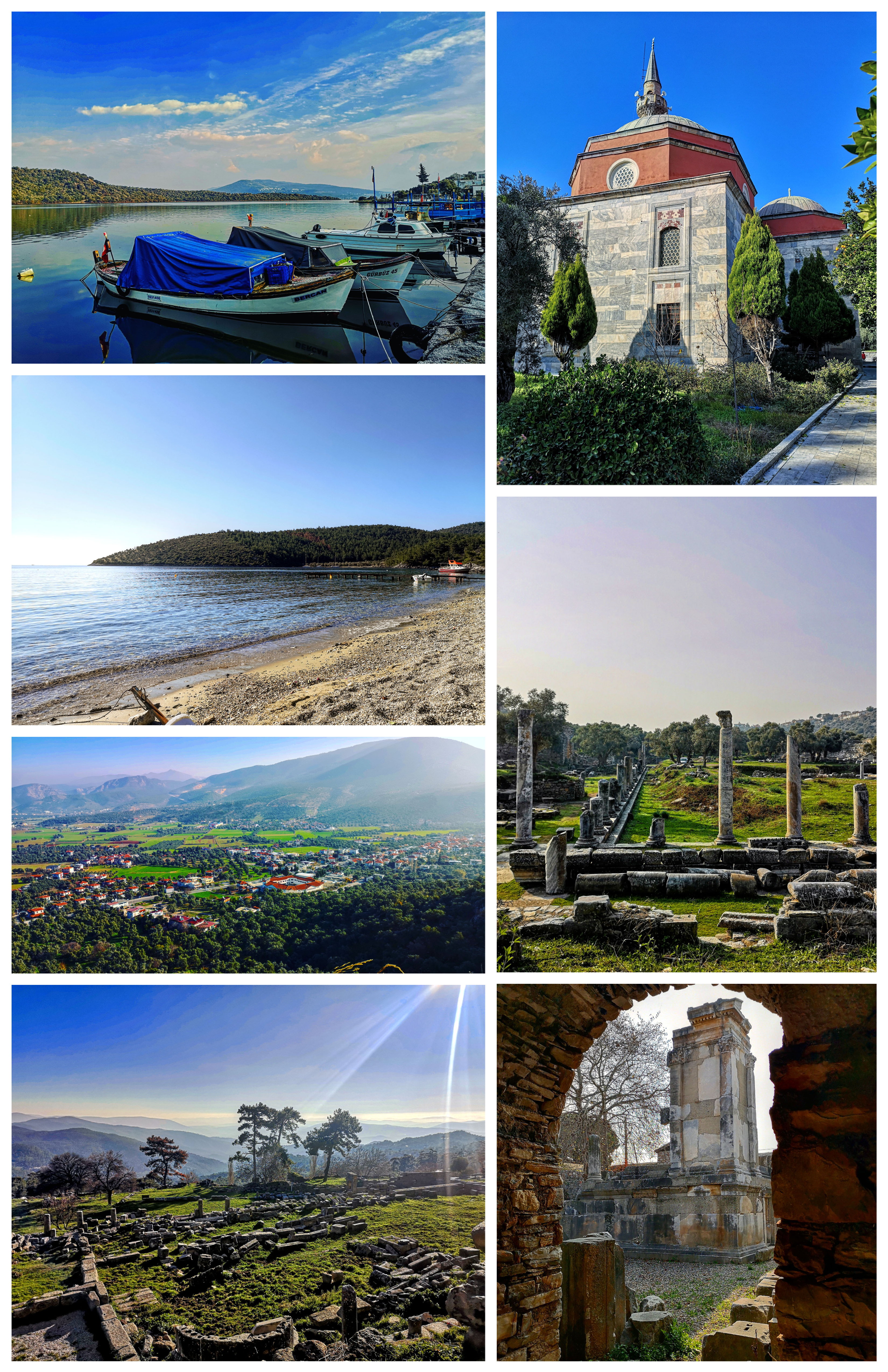

밀라스(Milas)는 터키 남서부 물라주의 도시이다. 이 도시는 고대 카리아와 중세 시대 아나톨리아벨리크의 첫 번째 수도였다. 주변 헤카톰누스묘는 유네스코 세계문화유산으로 분류되어 있다.
밀라스는 농업과 수산양식 처리, 관련 산업 활동, 서비스, 교통, 관광, 문화에 집중한다. 중심지는 해안에서 20킬로미터 정도 떨어져있고 보드룸에 비해 공항에 더 가깝다.
밀라스의 총 면적은 2,167제곱킬로미터이며 총 해안 길이는 150킬로미터이다.